# Ходжабердиев, Гуйчгелди Ходжабердыевич
Гуйчгельды Ходжабердыевич Ходжабердыев (туркм. Güýçgeldi Hojaberdiýew) — туркменский государственный и военный деятель.

## Карьера
28.08.2006 — 21.05.2007 — ректор Национального института спорта и туризма Туркменистана, заместитель председателя Государственного комитета Туркменистана по туризму и спорту.
21.05.2007 — 25.01.2008 — председатель Государственного комитета Туркменистана по туризму и спорту.
25.01.2008 — 05.10.2015 — начальник Службы безопасности Президента Туркменистана.
05.10.2015 — 01.03.2016 — министр национальной безопасности Туркменистана.
1 марта 2016 года уволен по состоянию здоровья.
В январе 2017 года преподавал в Академии полиции МВД Туркменистана.

## Награды и звания
- медаль «Edermenlik» (26.10.2009)
- памятная медаль «Türkmenistanyn Garaşsyzlygynyn 18 ýyllygyna bagyşlanyp geçirilen dabaraly harby yorişe gatnaşyja» (27.10.2009)

### Воинские звания
- подполковник (27.10.2009)
- генерал-лейтенант (04.08.2015)

## Взыскания
- 05.01.2016 — выговор «за неудовлетворительное исполнение должностных обязанностей и допущенные в работе недостатки».